# Etruščanska umetnost
Etruščanska umetnost se je razvila pod vplivom vzhodnih kultur, predvsem iz Grčije, pa tudi kot posledica okolja v katerem so prebivali, to je osrednje območje med reko Arno in Tibero. Etruščanska umetnost se je izoblikovala v 7. stoletju pr. n. št. in dosegla višek v 6. in 5. st. pr. n. št. trajala pa vse do 2. st. pr. n. št. Še posebej močna je v figurativnem kiparstvu v terakoti (predvsem kipi v naravni velikosti na sarkofagih ali v templjih) in bronu, stenskem slikarstvu in obdelavi kovin (zlasti reliefi v bronu in situle).

## Zgodovina
Začetki Etruščanov ter posledično njihov umetniški slog, sega do ljudi, ki so živeli ali pa so bili izgnani iz Male Azije v času bronaste in železne dobe (Villanovska kultura). Zaradi bližine in/ali trgovinskih stikov z Etrurijo, so druge stare kulture kot so grška, feničanska, egipčanska, asirska in maloazijska, vplivale na etruščansko umetnost. Očitno preprost lik v helenističnem obdobju skriva inovativen in edinstven slog, katerega vrhunec je sovpadal z grškim arhaičnim obdobjem. Rimljani, ki so prišli kasneje so absorbirali etruščansko kulturo v svojo, so pa tudi močno vplivali na njihovo umetnost.

## Kulturne dobe
Umetniško zapuščino Etruščanov so začeli sistematično raziskovati šele od poznega 18. stoletja dalje. Začetki segajo v obdobje med 10. in okoli 7. st. pr. n. št. s kulturo Villanova, ki je nasledila fazo maloazijske etruščanske umetnosti. V 1. stoletju pred našim štetjem se je etruščanska umetnosti končala brez prekinitve v rimski umetnosti. Ločimo naslednje dobe v etruščanski umetnosti:
- Obdobje Villanovske kulture (900 do 675 pr. n. št.) - iz zgodnje železne dobe izvira etruščanska in italska civilizacija. Geografska meja je potek reke Tibere. Izraz Villanova sega nazaj v mesto v Bologni, kjer so leta 1853 v grobovih našli ostanke značilnih zabojnikov. Imeli so nazobčane in zarezane geometrijske dekoracije, ki so bile značilnost tiste kulturne dobe.
- 675–575 pr. n. št. pred našim štetjem - "Orientalsko" ali "Orientalizirano" obdobje. Zaradi kulturne izmenjave med sredozemskimi civilizacijami v tem času, zlasti v Antični Grčiji, se je pojavila v etruščanski umetnosti figurativna tradicija, ki je temeljila na grških vzorcih.
- 575–480 pr. n. št. - Arhaično obdobje - jonski in korintski vplivi. Zaradi vse več izmenjav in zaradi strukture etruščanske družbe, so se pojavile nove umetniške tehnike. Slikarstvo je postalo zelo razvito, še posebej poslikava skulptur iz terakote in vazno slikarstvo.
- 480–300 pr. n. št. - Klasična doba - vrhunec, še vedno zaznamovan z grškim vplivom; nastaja manj umetniških izdelkov zaradi notranjih in zunanjih političnih in vojaških kriz, z izjemo bronastih iz Vulcija.
- 300–50 pr. n. št. - Pozna faza ali helenistična doba - etruščanska umetnost se asimilira v rimsko kulturo.

## Grobišča
Večina najdb prihaja iz etruščanskih nekropol (Cerveteri, Tarkvinija, Populonia, Orvieto, Vetulonia, Norchia). Izkopavanje teh grobišč ponuja sliko etruščanske arhitekture, medtem ko pridatki nudijo vpogled v etruščansko slikarstvo in kiparstvo kot tudi v vsakdanje življenje uglednih državljanov.
V 7. stoletju pred našim štetjem so nastale v južni Etruriji nastale grobnice v obliki komor (kot je Tomba Regolini-Galassi iz srede 7. stoletja v Cerveteri) in kupolaste grobnice s krožno ali kvadratno osnovo in umetnim obokom v severni Etruriji (grob Casal Marittimo). Takšno gomilno grobišče je bilo v Cerveteri izkopano iz obstoječega grička iz tufa, nato prekrita z zemljo in zasajena. Na drugih območjih so našli grobnice s komorami iz kamna in opeke imenovane tolos.
6. stoletju so prevladovale grobne komore z enim ali več prostori, saj je bil to čas velikih plemiških družin. Namesto teh sistemov (Cerveteri, Vulci, Vetulonia) so se v kasnejšem obdobju pojavile z enakimi ali podobnimi shemami obsega grobnice iz klesanega kamna z arhitekturnimi fasadami (Norchia, San Giuliano, Orvieto). Grobnice so bile pogosto opremljene z bogatimi poslikavami, s pohištvom, posteljami za mrtve in sarkofagi, žare, nakit, orožje in drugo opremo kot pridatki.

## Stenske poslikave in mala plastika
Etruščansko slikarstvo je nastalo iz treh virov: iz orientalskih umetnostnih virov (del prebivalcev je prišel od tam), iz umetnosti železne dobe in stikov z Grčijo. Najpomembnejše poslikave so se ohranile v grobnicah v Tarkviniji (severno od Rima). 
Oblikovanje etruščanskega stenskega slikarstva, katerega vrhunec je bil med letoma 530-460 pred našim štetjem, je tesno povezano z arhitekturo. Vse slike so freske, ki so naslikane na stenah grobne komore in pri katerih prevladuje dekorativni učinek. Arhaične etruščanske upodobitve kažejo vitalnost prizorov iz vsakdanjega življenja, veliko barve in - tipično etruščansko - vsebujejo elemente iz narave. V nasprotju s prizori iz kasnejših grobov ko so ti videti grobi in neprijazni.
Umetnost obdelave kovin, keramike, slonovine in gliptika (večinoma skarabeji po egipčanskih vzorcih) so bile veje umetnosti od orientalskega obdobja lokalno pogojene: silhuete v Vetuloniji, stopničasti kamnin in žarni reliefi v Clusiumu (Chiusi). Zlatarska umetnost je dosegla precejšnjo stopnjo v Caere v 7. stoletju pr. n. št.. Skupaj z veliko imitiranja orientalskih vzorcev dekorativnih elementov presenečajo različne tehnike za obdelavo kovin, ki so jih uporabljali. Svetovno znana je etruščanska filigranska (granulacijska) tehnika.
Izdelki etruščanske umetnosti in obrti so bili v 6. in 5. stoletju pr. n. št. iskani v Sredozemlju (predvsem kovinska ogledala s figuralnimi okraski), vendar se je njihova kakovost umirila v 4. stoletju. Nakit ima grški vpliv in gravirane slike iz grške mitologije, pomešane z etruščanskimi idejami. Znana dela so Kapitolska volkulja, pošast Himera in Brut.
Velik pomen je imela v obdobju od 7. do 4. stoletja pred našim štetjem keramika koncentrirana v Falerii (Civita Castellana), Volaterrae (Volterra), Vulci in Perusia (Perueis). Tukaj je bilo etruščansko vazno slikarstvo močno usmerjeno v grško. Celo zelo različna črna keramika in reliefne kovinske posode in njihov dizajn in dekor kažejo jasno imitacijo tujih modelov. Proizvodnja lončarskih izdelkov ne more izpolnjevati kvantitativne in kvalitativne zahteve. Boljša lončenina se je uvažala iz Grčije, v 5. stoletju pred našim štetjem iz Aten. Večina številnih najdenih pobarvanih grških vaz prihaja iz etruščanskih grobnic.

## Bukero posoda
Zelo značilne za etruščansko keramično umetnost so neglazirani bukero izdelki iz terakote, ki postanejo v peči ob reducirani temperaturi brez kisika, črni. To so  Etruščani razvili na osnovi lončarskih tehnik villanovskega obdobja. Posode so pogosto okrašene z belimi črtami, ki so morda predstavljale tradicionalni slog, ki se je uporabljal posebej za nagrobnike.
- "Calabresi Ampoule", domišljijski bucchero vrč, 660–650 pr. n. št.
- Bukero oinohoe, c. 630 pr. n. št.
- Bukero kelih, c. 575–550 pr. n. št.
- Bukero model "daritvenega kompleta" za grobnico, verjetno kopira večje kovinske komplete, ki so se uporabljali v življenju.[1]

## Tempelj
Poleg grobnic le redko najdemo drugo arhitekturno zapuščino, običajno zgolj temelje večjih kompleksov, večinoma so to etruščanski templji. Sistematično izkopavanje se vrši približno 140 let. Šele pred kratkim so ostanke posvetne arhitekture (Murlo pri Sieni, Acquarossa pri Viterbu, Talamone) znanstveno izkopali in analizirali.
Najzgodnejši tempelj iz 6. stoletja pred našim štetjem je sestavljen z enim samim svetiščem, katerega streha je bila podprta z dvema stebroma (Veii - Piazza d' Armi)..
Etruščani so se zgledovali po grškem templju kot je oblikovanje portika, pravokotne ali kvadratne cele, glinene stene, strešne kritine in obloge strehe z barvno terakoto. V 4. stoletju pred našim štetjem pa se je razvila neodvisna italsko - etruščanska arhitekturna oblika, ki naj bi bila odločilna za kasnejšo rimsko arhitekturo. Tempelj, središče monumentalne arhitekture, je bil kot grški sestavljen iz cele, stebrov in ogredja. Pa vendar je bil bistveno drugačen od grške konstrukcije z okroglo dvorano in bazo v več ravneh. Dostop je bil mogoč le z ozkim dostopom po stopničkah do pronaosa; na zadnji polovici je bila ena ali več cel.

## Kiparstvo
Etruščanska skulptura je bila predvsem okras templjev in grobnic. Prvič se je pojavila v 8. st. pr. n. št. z žarami, katerih prevleke so bile oblikovane kot človeške glave in občasno s telesi z orožjem in bradavičkami. V 6. st. pr. n. št. prevladovalo kiparstvo iz litega brona in kamna, saj je bila glina bolj občutljiva. Etruščanska skulptura je bila predvsem sredstvo za izražanje človeških čustev in ne oblika estetskih idealov. Posebnega pomena pri razvoju etruščanskega kiparstva je polležeča figura pokojnika na pokrovu plošče sarkofaga, ki velja za začetek rimske portretne umetnosti.
Etruščanska gospodarstvo je temeljilo predvsem na obdelavi kovin, kar se odraža v tradicionalno velikem številu bronastih kipcev, ki pa so bili skoraj v celoti stopljeni. Med  velikimi skulpturami, ki še vedno obstajajo, je na primer Himera v Arezzu (2. polovica 5. stoletja ali v začetku 4. stoletja pr. n. št.). Obstajajo tudi pomembne portretne glave, ki so nastale pod vplivom arhaičnih grških marmornatih glav (npr. portret mladeniča, 3. stoletje pred našim štetjem). Mnogi kipci so se uporabljali kot votivne daritve.
Nekateri bolj znani primeri (v grobem kronološkem vrstnem redu):
- Kapitolska volkulja, 500 do 480 pr. n. št., Kapitolski muzej, Rim
- Apolon iz Veija, poslikana terakota, 510-500 pr. n. št., iz templja v Portanaccio, pripisan Vulciju, Narodni muzej Vila Giulia, Rim
- Sarkofag zakoncev, poslikana terakota, 520 pr. n. št., iz Cerveterija, Narodni muzej Vila Giulia, Rim
- Himera iz Arezza, bron, 400 pr. n. št., Narodni arheološki muzej Firence
- Mars iz Todija, bron, pozno 5. ali zgodnje 4. st. pr. n. št., Vatikanski muzeji, Rim
- Sarkofag Seianti Hanunia Tlesnasa, 150-140 pr. n. št., mojstrovina etruščanske umetnosti v terakoti, zdaj v Britanskem muzeju
- Govornik (L'Arringatore v italijanščini) - (Orator ali Aulus Metellus), bron v naravni velikosti, 100 pr. n. št., najdeno v Umbriji, zdaj v narodnem arheološkem muzeju Firence

## Kovinski predmeti
Etruščani so bili mojstri obdelave brona, ki se kažejo na številnih izjemnih primerih v muzejih in iz zapisov o kipih, poslanih v Rim po osvajanju. Po Pliniju so Rimljani po zajetju mesta Volsinii zasegli 2000 bronastih kipov.
Kočija iz Monteleoneja je eden najboljših primerov velikega bronastega dela in je najbolje ohranjena in najbolj popolna do teh del.
Etruščani so že od zgodnjih časov imeli močno tradicijo obdelavo brona, njihovi majhni predmeti pa so bili na široko izvažani. Poleg litega brona so bili Etruščani prav tako usposobljeni za graviranje ulitih kosov s kompleksnimi slikami, katerih linije so bile napolnjene z belim materialom, da bi jih izpostavili; v sodobnih muzejskih zbirkah, ko je bilo to polnilo izgubljeno in je površina neizogibno nekoliko degradirana, so pogosto precej manj opazne in težje berljive, kot so bile originalno. Ta tehnika se je večinoma nanašala na okrogla nosilce poliranih bronastih ogledal in na straneh cist. Veliko središče za izdelavo cist je bilo mesto Praeneste, ki je bilo nekako v zgodnjem Rimu italsko govoreče na etruščanskem kulturnem področju. Nekatera ogledala ali njihovi pokrovi (ki se uporabljajo za zaščito odsevne površine ogledala) imajo nizek relief. 

## Nagrobna umetnost
Etruščani so bili odlični pri prikazovanju ljudi. V svoji zgodovini so uporabili dva načina pokopov: kremiranje in inhumiranje (pokop s truplom) . V isti grobnici sta bila najdena žara (za kremacijo) in sarkofag (za inhumiranje), ki kažeta, da sta bili v istem času uporabljeni obe obliki pokopa. 
V 7. stoletju so začeli prikazovati človeške glave na kanopskih žarah in ko so v poznem 6. stoletju začeli pokopavati svoje mrtve, so to storili v terakota sarkofagih. Ti sarkofagi so bili okrašeni s podobo pokojnika ali včasih z zakoncem, ki je ležal na pokrovu. Etruščani so izumili navado postavljanja figur na pokrov, kar je kasneje vplivalo na Rimljane, ki ta običaj prevzeli. Žare so bile v Veliki Etruriji zelo priljubljene, od tam pa se je slog preselil v Chiusi. Etruščani so naredili žare iz nerafinirane gline, kot je impasto. To je bilo odkrito po njihovih skoraj enaki podobnosti. identificirane so bile že v 3. st. pr. n. št. in se tehnično  uporabljajo še danes. Primere teh predmetov najdemo danes v muzejih po vsem svetu.
Pogrebne žare v helenističnem obdobju so bile na splošno izdelane v dveh delih. Na zgornjem pokrovu je navadno prikazan moški ali ženska (vendar ne vedno) in je bil okrašen bodisi samo v reliefu samo na sprednji strani ali na bolj izdelanih kamnitih žarah, izklesanih ob straneh. V tem obdobju so množično proizvajali terakota žare v severni Etruriji (posebej v in okoli Chiusija).  Pogosto so bili reliefni prizori na sprednji strani žare prikazani kot prizori pod grškim vplivom.  Za izdelavo teh žar ni bilo potrebno usposobljenih umetnikov, zato je tisto kar je ostalo, pogosto povprečna, neprofesionalna umetnost, ki pa je bila obsežna.  Barvne na žarah nudijo dokaze o datiranju, saj so se barve sčasoma spremenile.

## Umetnost in religija
Etruščanska umetnost je bila pogosto religiozna in zato močno povezana z zahtevami etruščanske vere. Posmrtno življenje je bilo negativno, v nasprotju s pozitivnim pogledom v starodavnem Egiptu, kjer je bilo to samo nadaljevanje zemeljskega življenja ali zaupanja vreden odnos do bogov kot v starodavni Grčiji. Rimsko zanimanje za etruščansko religijo, osredotočeno na njihove metode vedeževanja in darovanja ter odkrivanja volje bogov, ne pa bogov samih, ki so lahko izkrivile informacije, ki so prišle do ljudi.  Večina ostankov etruščanske pogrebne umetnosti je bila odkrita pri izkopavanjih pokopališč (Cerveteri, Tarkvinija, Populonia, Orvieto, Vetulonia, Norchia), kar pomeni, da tisto, kar vidimo o etruščanski umetnosti, prevladujejo upodobitve religije in še posebej kulta pogreba ali je to resničen odsev etruščanske umetnosti kot celote.

## Muzeji
Etruščanske grobnice so bile že zgodaj močno oplenjene, najprej plemenite kovine. Od renesanse naprej so etruščanske predmete intenzivno zbirali, še posebej poslikane vaze in sarkofage. Mnogo predmetov je bilo izvoženih preden je bilo to prepovedano, večina večjih muzejskih zbirk klasične umetnosti po vsem svetu ima dobro izbiro. Večje zbirke so vendarle ostale v italijanskih muzejih v Rimu, Firencah in drugih mestih na območjih, ki so bili nekdaj etruščanska in so rezultat sodobne arheologije.
Navedeni so najpomembnejši muzeji etruščanske umetnosti iz okolice Rima in Firenc:
- Arezzo — Museo Archeologico Mecenate: žare, keramika, bronasti predmeti in kipi
- Cerveteri — Museo Nazionale: Sarkofagi, terakota, grobni pridatki.
- Chiusi — Museo Nazionale Etrusco: keramika, žare, sarkofagi in bronasti predmeti.
- Cortona — Museo dell’Accade: nakit, keramika, bronasti predmeti
- Firence — Museo Archeologico Centrale dell'Etruria: najdeno v Toskani, prvotno v galeriji Uffici: kipi, bronasti predmeti, keramika, nakit, kovanci, rekonstruirani etruščanski spomeniki
- Grosseto — Museo Archeologico: grobni pridatki, žare, kipi, bronasti predmeti, kovanci
- Orvieto – Museo Faina: najdbe iz grobišča pri Orvietu, Vaze.
- Orvieto – Museo dell’Opera del Duomo: grobni pridatki
- Perugia – Museo Archeologico Nazionale dell’Umbria: žare, Bronzebleche, grobni pridatki
- Populonia – Museo Gasparri: Vaze, ostanki sarkofagov, grobni pridatki
- Rim –Museo Nazionale Etrusco di Villa Giulia: kipi, keramika, bronasti predmeti, nakit, grobni pridatki
- Rim, Vatikanstadt - Museo Gregoriano Etrusco: kipi, keramika, bronasti predmeti, nakit,  grobni pridatki
- Siena – Museo Archeologico Nazionale: žare, sarkofagi, kipi, keramika
- Tarkvinija – Museo Nazionale Etrusco: sarkofagi, freske, vaze, bas reliefi, grobni pridatki
- Volterra – Museo Etrusco Guarnacci: žare, kipi, nakit, kovanci